# Sentier (quartier de Paris)
Pour les articles homonymes, voir Sentier.
Le quartier du Sentier de Paris a été notamment durant la seconde moitié du XXe siècle un quartier  de confection textile, au sein du 2e arrondissement de Paris. 

## Situation et accès

Limites du quartier du Sentier

Le quartier est un rectangle d'immeubles délimité par la rue Montmartre à l’ouest, le boulevard de Sébastopol à l’est, le boulevard Poissonnière et boulevard de Bonne-Nouvelle au nord et la rue Réaumur au sud. 
Il est traversé notamment par la rue d’Aboukir et la rue du Caire et est aéré par la place du Caire.
Le quartier du Sentier n'a pas d'existence administrative, son découpage correspond néanmoins à la moitié nord des quartiers du Mail et de Bonne-Nouvelle.

## Origine du nom
Il tient son nom de la rue du Sentier.

## Historique des activités dans ce quartier

### XIXesiècle
Le quartier du Sentier a au XIXe siècle une activité hétéroclite : «s’y côtoient petits commerçants, artisans, journalistes, prostituées et immigrés venus du monde entier». Déjà au XIXe siècle, l'activité textile commence à s'y développer de façon significative. Honoré de Balzac y fait référence plusieurs fois dans Le Bal de Sceaux, où Émilie de Fontaine découvre Maximilien de Longueville vendant du tissu : « Rue du Sentier, n° 5, dit monsieur de Fontaine en cherchant à se rappeler parmi tous les renseignements qu'il avait obtenus celui qui pouvait concerner le jeune inconnu. Que diable cela signifie-t-il ? Messieurs Palma, Werbrust et compagnie dont le principal commerce est celui des mousselines, calicots et toiles peintes en gros demeurent là. ».
Dans Mort à crédit de Louis-Ferdinand Céline, le jeune Ferdinand commence son apprentissage dans un commerce du Sentier.
Ce fut également le quartier de la presse écrite.  Balzac le souligne encore dans La Rabouilleuse où Philippe Bridau dépose sa prose avant d'aller souper au Rocher de Cancale.

### Activité textile auXXesiècleaprès la Seconde Guerre mondiale
Les activités textiles se développent encore dans ce quartier, assez central, après la Seconde Guerre mondiale : commerce en gros, vente de tissus, confection, des activités favorisées par l'implantation de population immigrée à la recherche d'emplois, fournissant une main d'œuvre bon marché et acceptant des conditions de travail quelquefois illégales
Dans les années 1980, le quartier atteint son apogée en termes d'activités textiles ; plusieurs confectionneurs et PME exploitent le principe du circuit court : le plus rapidement possible du producteur au consommateur, ou ici de l'atelier à la boutique.
- Industrie textile, grossistes, distributeurs, petits ateliers de tailleurs, sous-traitants, boutiques de commerce de détail, etc.
- Tissus, vêtements, lingerie, chaussures, bijoux, mode, accessoires, fournitures, matières premières textiles, linge de maison, maroquinerie, bagagerie, mercerie, machine textiles, etc.

Les métiers du textile, parfois liés avec la communauté juive, font du Sentier un des quartiers juifs de Paris, avec notamment le quartier dit du Marais et la rue des Rosiers,.  Cette importance de la communauté juive et de l'activité textile sont évoquées par exemple dans la trilogie du réalisateur Thomas Gilou La Vérité si je mens !, avec des films sortis en 1997, 2001 et 2012.
Ces activités souffent cependant à la fin de ce XXe siècle. Progressivement, cette activité finit par diminuer fortement à partir des années 2000, du fait notamment de la gentrification du centre de Paris, des importations asiatiques dans le textile et de la migration des grossistes en proche banlieue, notamment à Aubervilliers.

### Du textile à la «Silicon Sentier»
Du fait de la proximité de l'ancienne place boursière du Palais Brongniart, de l'AFP et de nombreuses sociétés financières, avec l'ouverture du marché français des télécommunications à la concurrence (1er janvier 1998), plusieurs opérateurs ont déployé des réseaux haut débit à base de fibres optiques dans le sous-sol du quartier. 
Simultanément des sociétés spécialisées ont ouvert d'importants centres de traitement des données destinés aux opérateurs téléphoniques, aux fournisseurs d'accès Internet et aux grandes entreprises, en leur permettant de raccorder directement leurs multiples réseaux de télécommunications entre eux. Ce type de centre est aménagé de manière adaptée pour l'accueil de toutes sortes d'équipements informatiques et de télécommunications comme des équipements actifs notamment optiques pour les transmissions de données, des serveurs Web, des serveurs informatiques pour les fournisseurs d'applications en ligne ou encore des centraux téléphoniques. Le centre Telehouse-1 ouvert par la société Telehouse Europe en 1996 dans la rue des Jeûneurs, est le premier du genre en France, avec une surface de 1 000 m², il fut également le plus important centre d'hébergement télécoms du pays jusqu'en 1999. Il est utilisé encore aujourd'hui par une trentaine d'opérateurs, notamment les spécialistes des services aux grandes entreprises comme Neuf Cegetel, Completel, Verizon ou Orange Business Services. 
Pendant la phase montante de la bulle internet (1997-2000), une cinquantaine de start-up s'installent dans le quartier du Sentier (Yahoo!, Nomade, Lastminute.fr, Net2one, Buycentral, Webcible, MandrakeSoft, etc.) car d'une part, il est économiquement intéressant d'être à proximité de ces artères de communication et d'autre part le quartier dispose de nombreux locaux vides à la suite de l'arrêt ou du déménagement d'ateliers de confection. Au début, les loyers sont abordables. Cependant, après quelques mois, les surfaces libres deviennent rares, ce qui fait flamber les prix dans le quartier.
L'effet négatif dans le public et chez les banquiers d'affaires de malversations financières et de cavalerie dans le Sentier, conjugué avec l'éclatement de la bulle internet conduisent à partir de mars 2000 à la fermeture de nombreuses entreprises qui s'étaient établies dans le quartier.
Depuis 2010, le Sentier connaît un fort renouveau. Les startup s'y installent massivement séduites par le caractère hyper central de ce quartier (à 200 m du hub des Halles) et les très grands volumes de ses immeubles. Parmi les entreprises les plus connus de la nouvelle économie qui sont passées dans ce quartier depuis 2010 on peut citer Doctolib, Qonto, Klaxoon, Devialet, Alan, Back Market, Blablacar, Ledger, PayFit... Le magazine Maddyness spécialiste de l'actualité des startup est également installé dans ce quartier.
Les entrepreneurs de la restauration et de l'hotellerie prennent également ce quartier d'assaut. Hélène Darroze installe son restaurant Joia rue des Jeuneurs, Maelia Weger installe son nouveau restaurant Echo rue d'Aboukir, Jason Gouzy obtient une étoile dans son restaurant le Pantagruel installé rue du Sentier. Le groupe hôtelier Ennismore lui installe un grand hôtel rue du Sentier sous la marque The Hoxton. Cette exceptionnelle dynamique des restaurateurs et des hôteliers renforce l'attractivité du quartier.

## Sentier de Paris en littérature
Outre les ouvrages déjà cités,de Balzac ou Céline,  Sombre Sentier (Seuil Policiers, 1995), de Dominique Manotti, a pour toile de fond une grève de travailleurs clandestins turcs dans le Sentier.

## Films tournés dans le Sentier de Paris
- 1997 : XXL d'Ariel Zeitoun
- 1997 : La Vérité si je mens ! de Thomas Gilou
- 2001 : La Vérité si je mens ! 2 de Thomas Gilou
- 2005 : Les Mauvais Joueurs de Frédéric Balekdjian
- 2007 : Sur le sentier des diables d'Oriane Descout
- 2010 : Sentiers, de Nicolas Droin et Prosper Hillairet
- 2012 : La Vérité si je mens ! 3 de Thomas Gilou